# Giuditta di Carinzia
Giuditta (... – 991) fu duchessa consorte di Carinzia.

## Biografia
Era forse una figlia del conte Enrico di Baviera, figlio del duca di Baviera Arnolfo il Malvagio. Come moglie Ottone I di Carinzia († 1004), divenne duchessa di Carinzia. Fu la madre del papa Gregorio V e nonna dell'imperatore Corrado II. 
Fu sepolta nella cattedrale di Worms. 
Essa ebbe quattro figli con Ottone: 
- Enrico di Spira († 989/1000), conte di Wormsgau ∞ Adelaide († probabilmente 1039/1046), sorella del conte Adalberto e Gerardo della dinastia dei Girardidi;
- Bruno (972-† 999), che divenne papa come Gregorio V;
- Corrado I di Carinzia († 1011), duca di Carinzia ∞ intorno al 1002 Matilde di Svevia (*probabilmente 988-† 1031/1032), figlia del duca Ermanno II, duca di Svevia dalla dinastia Corradinide;
- Guglielmo († 1047), dal 1028 o 1029 vescovo di Strasburgo.

## Ascendenza
|                       |                      |                         | Genitori                |  |  | Nonni |  |  | Bisnonni             |  |  | Trisnonni            |  |
|                       |                      |                         |                         |  |  |       |  |  | Ottone I di Sassonia |  |  | Liudolfo di Sassonia |  |
|                       |                      |                         |                         |  |  |       |  |  | Ottone I di Sassonia |  |  | Liudolfo di Sassonia |  |
|                       |                      | Oda di Billung          |                         |  |  |       |  |  | Ottone I di Sassonia |  |  |                      |  |
| Enrico I di Sassonia  |                      |                         |                         |  |  |       |  |  | Ottone I di Sassonia |  |  |                      |  |
|                       |                      | Edvige di Babenberg     | Enrico di Franconia     |  |  |       |  |  |                      |  |  |                      |  |
|                       |                      | Edvige di Babenberg     | Enrico di Franconia     |  |  |       |  |  |                      |  |  |                      |  |
|                       |                      | Edvige di Babenberg     | Ingeltrude              |  |  |       |  |  |                      |  |  |                      |  |
| Enrico I di Baviera   |                      | Edvige di Babenberg     |                         |  |  |       |  |  |                      |  |  |                      |  |
|                       |                      | Teodorico di Ringelheim | Reginaldo di Ringelheim |  |  |       |  |  |                      |  |  |                      |  |
|                       |                      | Teodorico di Ringelheim | Reginaldo di Ringelheim |  |  |       |  |  |                      |  |  |                      |  |
|                       |                      | Teodorico di Ringelheim | Matilde                 |  |  |       |  |  |                      |  |  |                      |  |
| Matilde di Ringelheim |                      | Teodorico di Ringelheim |                         |  |  |       |  |  |                      |  |  |                      |  |
|                       |                      | Rinilde di Frisia       | …                       |  |  |       |  |  |                      |  |  |                      |  |
|                       |                      | Rinilde di Frisia       | …                       |  |  |       |  |  |                      |  |  |                      |  |
|                       |                      | Rinilde di Frisia       | …                       |  |  |       |  |  |                      |  |  |                      |  |
| Giuditta di Carinzia  |                      | Rinilde di Frisia       |                         |  |  |       |  |  |                      |  |  |                      |  |
|                       | Liutpoldo di Baviera | …                       |                         |  |  |       |  |  |                      |  |  |                      |  |
|                       | Liutpoldo di Baviera | …                       |                         |  |  |       |  |  |                      |  |  |                      |  |
|                       | Liutpoldo di Baviera | …                       |                         |  |  |       |  |  |                      |  |  |                      |  |
| Edoardo il Vecchio    | Liutpoldo di Baviera |                         |                         |  |  |       |  |  |                      |  |  |                      |  |
|                       |                      | Cunegonda di Svevia     | Bertoldo I di Svevia    |  |  |       |  |  |                      |  |  |                      |  |
|                       |                      | Cunegonda di Svevia     | Bertoldo I di Svevia    |  |  |       |  |  |                      |  |  |                      |  |
|                       |                      | Cunegonda di Svevia     | Gisela dei Franchi      |  |  |       |  |  |                      |  |  |                      |  |
| Giuditta di Baviera   |                      | Cunegonda di Svevia     |                         |  |  |       |  |  |                      |  |  |                      |  |
|                       |                      | Eberardo di Sülichgau   | …                       |  |  |       |  |  |                      |  |  |                      |  |
|                       |                      | Eberardo di Sülichgau   | …                       |  |  |       |  |  |                      |  |  |                      |  |
|                       |                      | Eberardo di Sülichgau   | …                       |  |  |       |  |  |                      |  |  |                      |  |
| Elfleda               |                      | Eberardo di Sülichgau   |                         |  |  |       |  |  |                      |  |  |                      |  |
|                       |                      | Gisela di Verona        | …                       |  |  |       |  |  |                      |  |  |                      |  |
|                       |                      | Gisela di Verona        | …                       |  |  |       |  |  |                      |  |  |                      |  |
|                       |                      | Gisela di Verona        | …                       |  |  |       |  |  |                      |  |  |                      |  |
|                       |                      | Gisela di Verona        |                         |  |  |       |  |  |                      |  |  |                      |  |